# Santos Dumont (Minas Gerais)
Santos Dumont (in origine Palmira) è un comune del Brasile nello Stato del Minas Gerais, parte della mesoregione della Zona da Mata e della microregione di Juiz de Fora. Il suo nome è un omaggio a Alberto Santos-Dumont, pioniere dell'aviazione.